# 拉帕漢諾克河
拉帕漢諾克河（英語：Rappahannock River）是一條位于美國弗吉尼亞州東部的河流，長約195英里（314）。從藍嶺山脈流出，跨越整個皮埃蒙特，在波多馬克河南部匯入切薩皮克灣。
拉帕漢諾克河流域是弗吉尼亞殖民地早期殖民者定居地，也是南北戰爭時期南北雙方爭奪的要地。其流域面積達2,848平方英里（7,380平方），覆蓋了弗吉尼亞州6%的土地。雖然曾是軍事重地，但當地並沒有太多的大城市，20世紀末由於華盛頓特區都會圈的擴張人口才逐漸增多。

## 外部連接
- Friends of the Rappahannock （页面存档备份，存于）
- . （原始内容存档于September 8, 2006）.
- Rappahannock River Valley National Wildlife Refuge （页面存档备份，存于）
- Virginia Dept. of Conservation and Recreation: Rappahannock Tributary Strategy
- Early Settlement on the Rappahannock （页面存档备份，存于）
- Wade Fishing the Rappahannock River of Virginia （页面存档备份，存于）
- Belle Isle State Park
- 美國地質調查局地名資訊系統：Rappahannock River

37°35′15″N 76°17′21″W / 37.58750°N 76.28917°W